# Maître de Marguerite d'York
Le Maître de Marguerite d'York est un maître anonyme enlumineur actif à Bruges des années 1470 à 1480. Il doit son nom à un livre de dévotion qu'il a décoré pour Marguerite d'York, épouse du duc Charles le Téméraire. Les livres enluminés de sa main encore conservés sont pour un grand nombre d'entre eux exécutés pour Louis de Gruuthuse. Plusieurs manuscrits sont aussi attribués à de proches collaborateurs.

## Éléments biographiques et stylistiques

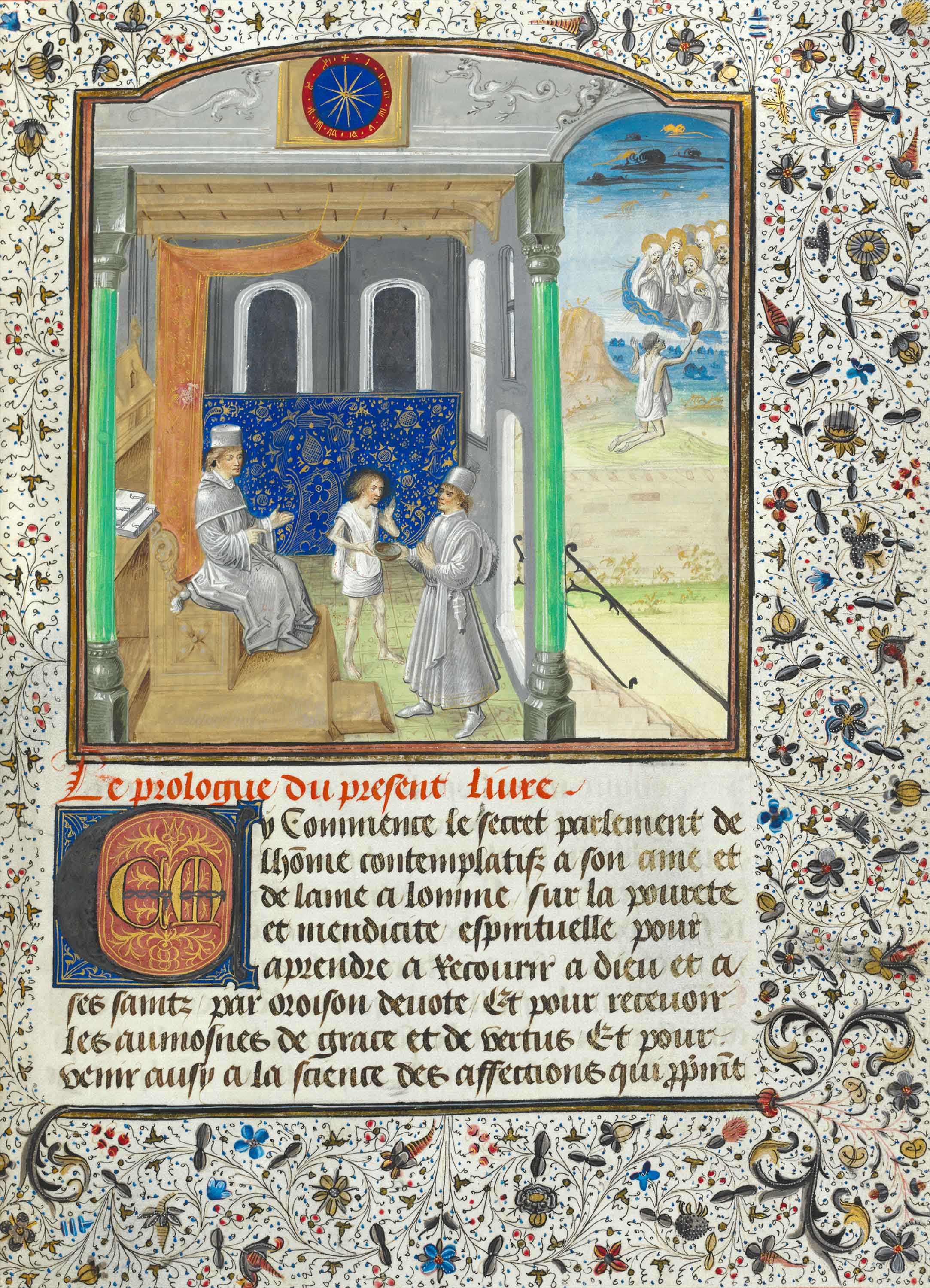
Le Livre de l'âme contemplative, livre destiné à Marguerite d'York, Bibliothèque royale de Belgique.

Le style de ce maître anonyme a été caractérisé pour la première fois par l'historien de l'art allemand Friedrich Winkler en 1925. Il s'agit sans doute d'un enlumineur installé à Bruges. Bien que son nom soit lié à la duchesse de Bourgogne et comtesse de Flandre, il a en réalité travaillé beaucoup plus pour le seigneur Louis de Gruuthuse pour qui il a peint une quinzaine de manuscrits. Il s'agit essentiellement de textes profanes, de traductions de l'antiquité ou de vies de saints. L'enlumineur devait être très proche de son commanditaire, car il réalise à cinq reprises son portrait ou celui de sa famille. A tel point qu'un autre historien de l'art, Ottokar Smital, a préféré le nommer Maître de Louis de Bruges. Il a aussi répondu à des commandes d'Antoine bâtard de Bourgogne,. 
Le style du maître varie et son application aussi en fonction du sujet de la miniature, mais aussi en fonction de l'importance de l'ouvrage commandé. Ainsi, les personnages sont plus ou moins détaillés en fonction de leur importance dans l'histoire, certains se limitant à de simples ébauches. Les paysages et les décors sont généralement peu détaillés et sans soucis de vraisemblance. À l'inverse, il met en valeur l'action évoquée par le texte et les personnages principaux par des visages incarnés et expressifs. Son style rappelle souvent celui de Liévin van Lathem. Il travaillait sans doute avec un atelier, confiant les décors et autres éléments de moindre importance à des collaborateurs. 
Cette production est tellement abondante et variée que les historiens tendent à en attribuer une partie à son atelier et parviennent à distinguer certains artistes comme le Maître du Fitzwilliam 268, au style plus tendu et agité, le Maître de la Genealogia Deorum de Bruges, au style plus lâche, le Maître du Jardin de vertueuse consolation ou encore le Maître de la Vie de sainte Colette de Gand,. Son style a aussi été rapproché de celui du Maître des Traités de morale qu'il a influencé.

## Œuvres attribuées

### Manuscrits attribués au Maître

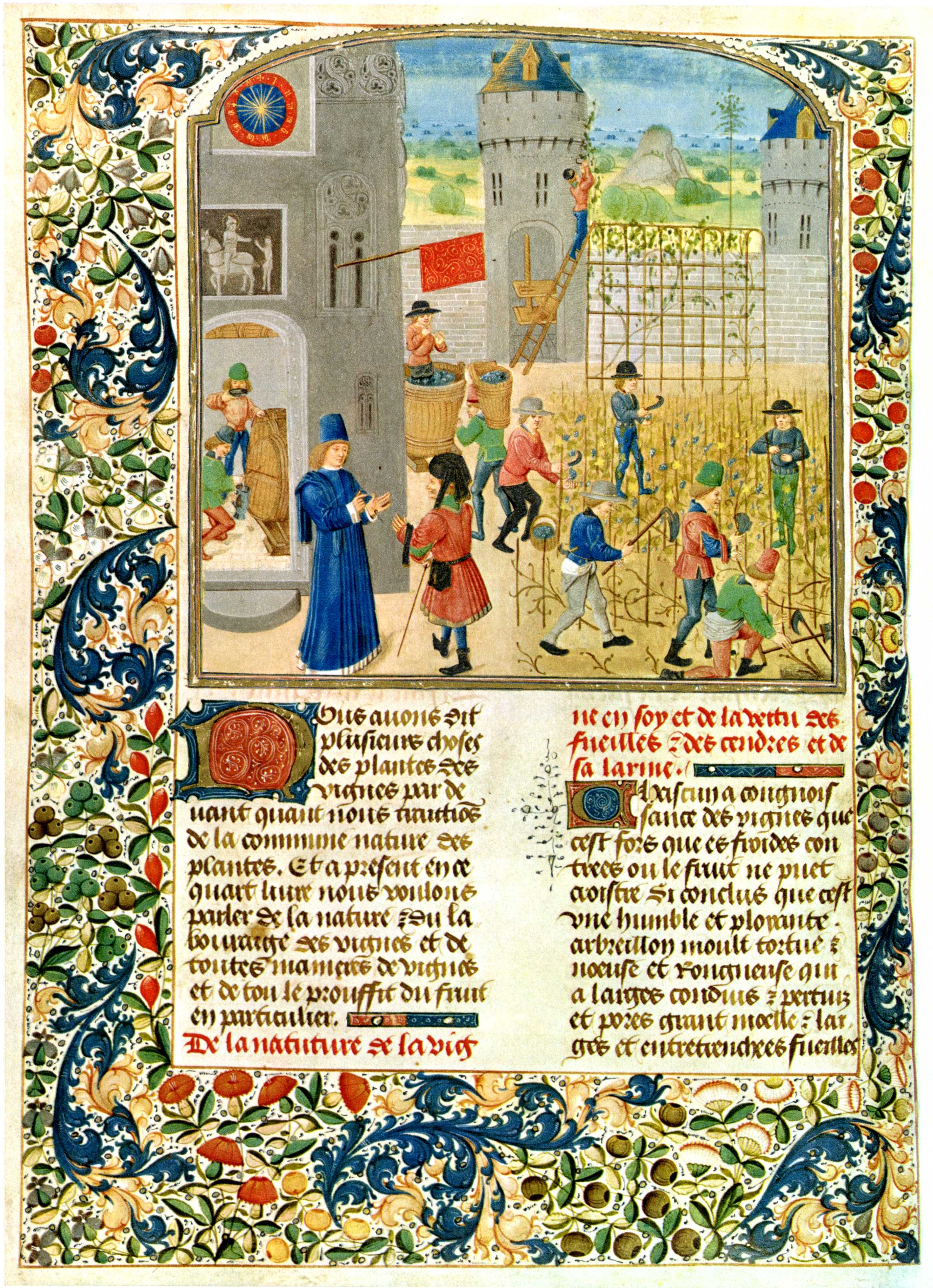
Le Rustican de Pietro de' Crescenzi, vers 1470-1475, Bibliothèque de l'Arsenal, Ms.5064.

- Livre de l’âme contemplative de Jean de Gerson destiné à Marguerite d'York, vers 1468-1477, Bibliothèque royale de Belgique, Ms.9305-06
- Traité du crime de vauderie de Jean Tinctor, vers 1470-1480, Bibliothèque nationale de France, Fr.961
- Faits et dits mémorables de Valère Maxime, décoration en collaboration avec son atelier (le Maître de la Genealogia Deorum de Bruges pour le frontispice ?) pour Louis de Gruuthuse, vers 1475-1480, BNF Fr.288-289
- Faits et gestes d'Alexandre de Quinte-Curce pour Louis de Gruuthuse, en collaboration avec un proche de Liévin van Lathem ou avec le Maître de la Genealogia Deorum de Bruges, vers 1470-1480, BNF, Fr.257
- Les Métamorphoses d'Ovide en prose pour Louis de Gruuthuse, vers 1480, BNF, Fr.137
- Vie de saint Hubert, vers 1470-1480, 9 miniatures en collaboration avec Philippe de Mazerolles, BNF, Fr.424
- Des remèdes contre fortune et Mélibée et Prudence pour Louis de Gruuthuse, BNF, Fr.1090
- Jardin de la vertueuse consolation, Chansonnette amoureuse et Traité de la divine sapience, compilation pour Louis de Gruuthuse, vers 1475, attribué aussi parfois au Maître du Jardin de vertueuse consolation, BNF, Fr.1026
- Vie de sainte Catherine de Sienne, pour Louis de Gruuthuse, vers 1470, conservé à la fois à la BNF, Fr.1048 et à la bibliothèque du Dartmouth College, Ms.470940 (2 folios)
- La Cité de Dieu traduite par Raoul de Presles, pour Louis de Gruuthuse, BNF, Fr.17
- Décades de Pierre Bersuire, pour Louis de Gruuthuse, BNF, Fr.34
- La Bouquechardière de Jean de Courcy, pour Louis de Gruuthuse, BNF, Fr.65-66
- Des cas des nobles hommes et femmes traduit par Laurent de Premierfait, pour Gruuthuse, BNF, Fr.132
- Horloge de sapience, pour Louis de Gruuthuse, BNF, Fr.455-456
- Livre des faits d'armes et de chevalerie de Christine de Pizan, pour Gruuthuse, BNF, Fr.585
- Retour du cœur perdu, pour Gruuthuse, BNF, Fr.998
- Economie traduit par Laurent de Premierfait, pour Gruuthuse, BNF, Fr.1085
- Cité des dames et Livre des trois vertus de Christine de Pizan pour Gruuthuse, BNF, Fr.1177
- compilation de Georges Chastelain, pour Gruuthuse, BNF, Fr.1217
- Chronique des comtes de Hollande et des évêques d'Utrecht, pour Gruuthuse, BNF, Fr.2803
- Le Rustican ou livre des prouffitz champestres et ruraulx de Pietro de' Crescenzi, vers 1470-1475, Bibliothèque de l'Arsenal, Ms.5064[4]
- La Cité des dames en néerlandais pour Jan III de Baenst (nl), bourgmestre de Bruges, 1475, en collaboration avec le Maître du Livre de prières de Dresde et le Maître de la Chronique d'Angleterre (frontispice), British Library, Add.20698
- Livre d'heures à l'usage de Rome, vers 1470, 12,6 × 8,9 cm, 186 folios, 15 miniatures attribuées au maître, ancienne collection Carlo de Poortere, puis Antiquariat Heribert Tenschert (Catalogue XXVII, 1991, n°10), passé en vente chez Drouot en 2015 (Fraysse, 17 novembre, lot 11)[5],[6].

### Manuscrits attribués à son atelier

#### Attributions au Maître du Fitzwilliam 268
Son style se caractérise par des personnages aux petites têtes au menton pointu et aux cheveux frisés. 

#### Attributions au Maître de la Genealogia Deorum de Bruges
Le style de ce maître se caractérise, selon Scott McKendrick, par des personnages très élancés, aux robes plissées, aux chaussures très allongées et de grands bonnets, avec une gestuelle très dramatique, mais aussi par des mélanges de couleurs et une organisation spatiale chaotique de la composition.
- Genealogia deorum de Boccace , copie pour Jan Crabbe, une miniature de frontispice, Grand séminaire de Bruges, Ms.154/44
- De Civitate Dei, copie pour Wolfert VI van Borssele, une miniature de frontispice, bibliothèque de l'Université d'Utrecht, Ms.42
- Chroniques de Aegidius de Roya, copie pour Antoine de Bourgogne, 3 grandes miniatures, Musée Meermanno, la Haye, Ms.10 A 21
- Livre des fais d'Alexandre, 9 miniatures, Bibliothèque de l'Université d'Iéna, El.fol.89
- Faits et dits mémorables, copie pour Antoine de Bourgogne, 8 petites miniatures, Bibliothèque d'État de Berlin, Dep.Breslau2